# 达夫尼

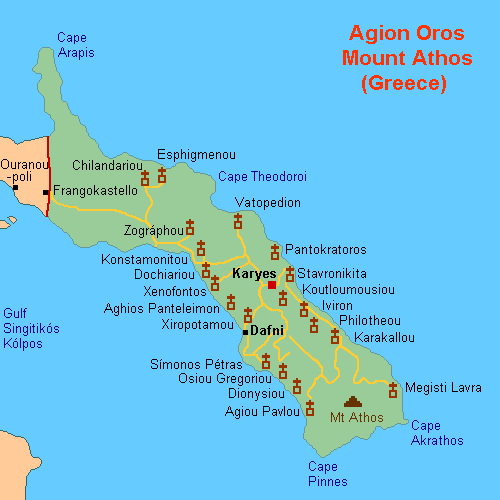
阿索斯山地图

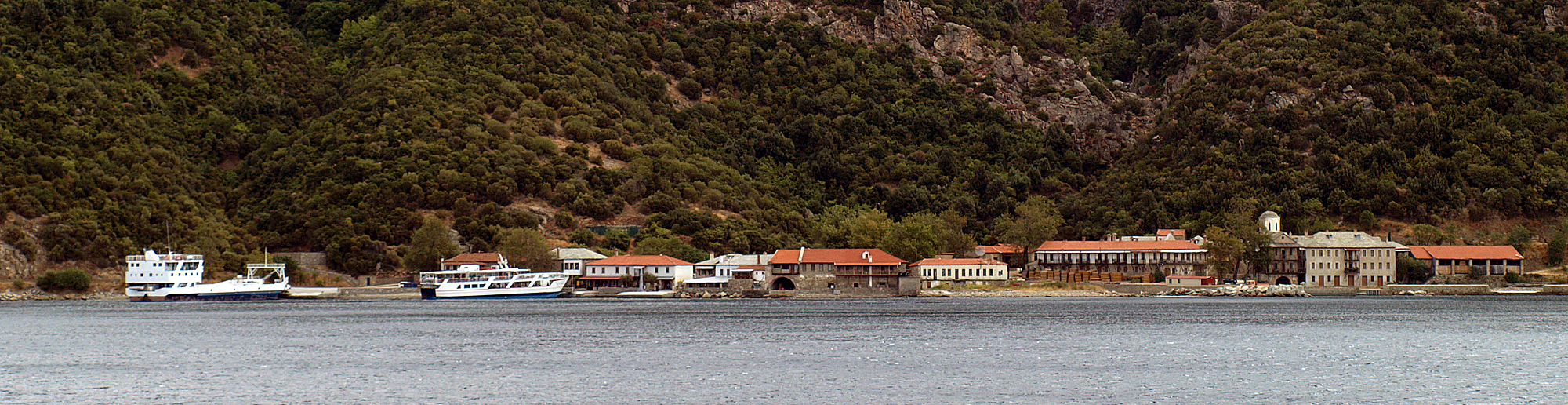
达夫尼

达夫尼（希臘語：Δάφνη；英语：Dafni）是阿索斯山神权共和国的一个小型居民点。它位于圣山半岛南岸，介于Xeropotamou 修道院和西蒙岩修道院之间。它是进出阿索斯神权共和国的主要港口，每天有渡轮往来哈尔基季基州的Ouranoupoli。根据2001年希腊人口统计，达夫尼有38名居民。
40°12′51″N 24°13′19″E / 40.214079°N 24.221817°E